# Swiss Gloria
Die Gloria (bis 2021: Swiss Gloria) ist ein 2005 fertiggestelltes Kabinenfahrgastschiff der Scylla AG in Basel, das bis 2021 im Zeitcharter von dem Bonner Flussreise-Veranstalter Phoenix Reisen auf Donau, Rhein, Main und Mosel sowie seit 1. April 2015 auch in Frankreich eingesetzt wurde. Sie ist bis auf einige bauliche Details das Schwesterschiff der Swiss Corona (heute: Voyage).

## Geschichte
Der Rohbau der Swiss Gloria wurde 2004/2005 auf der Scheepswerf Jac. den Breejen in Hardinxveld-Giessendam fertiggestellt. Der Innenausbau wurde anschließend von der Scheepstimmerbedrijf Da-Capo in gleichen Ort ausgeführt. Das Schiff wurde im März von der Schauspielerin Annette Frier in Köln getauft.

## Ausstattung und Technik

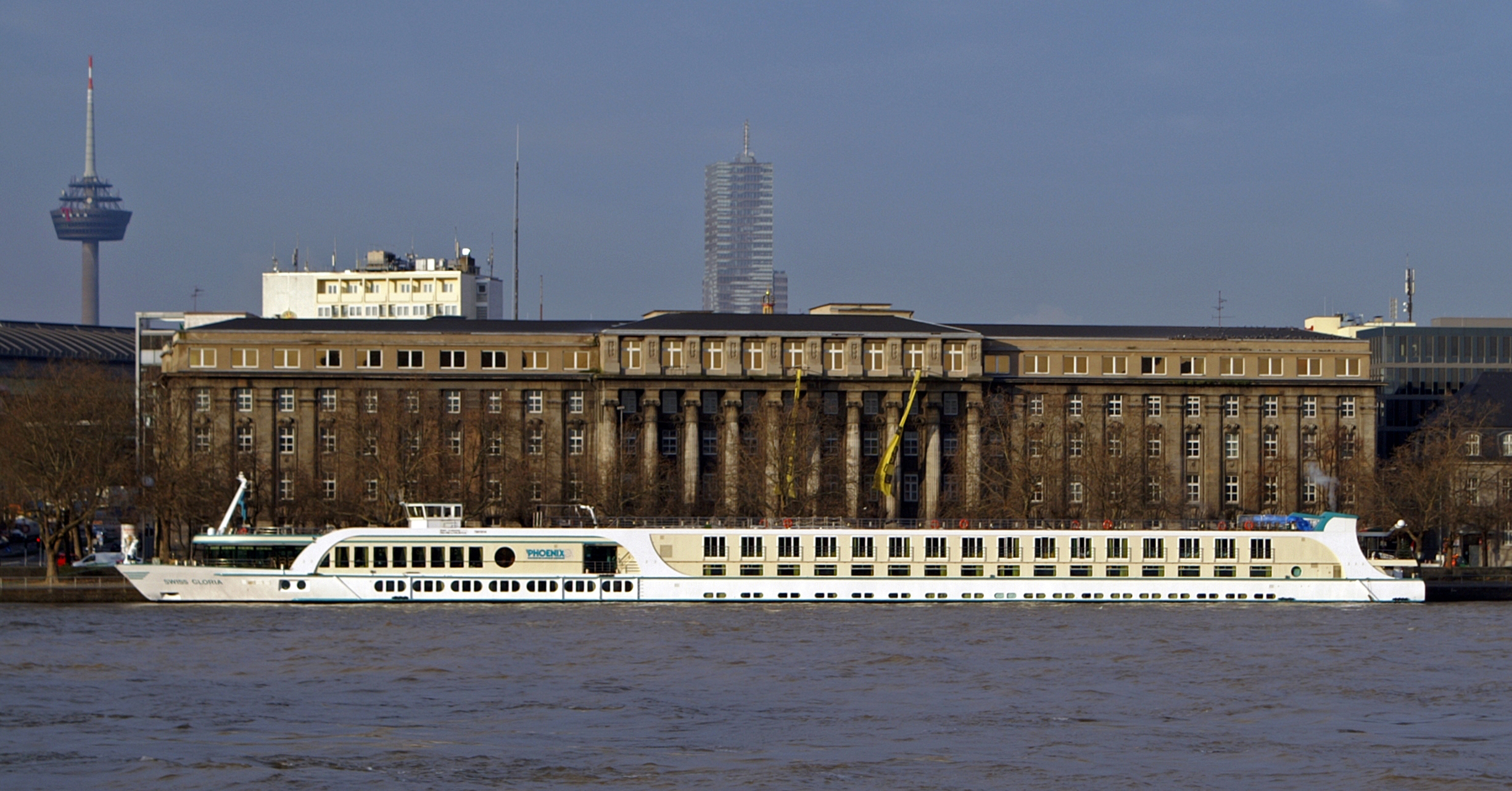
Seitenansicht

Die Swiss Gloria ist ein Vierdeck-Kabinenschiff der 5-Sterne-Kategorie mit 75 Doppelkabinen und einer Dreibettkabine. Die Kabinen sind klimatisiert und jeweils mit Dusche, Toilette, Fernsehgerät, Telefon und Safe ausgestattet. Die Kabinen auf dem Oberdeck verfügen über einen französischen Balkon. Die Kabinen für die 36-köpfige Mannschaft befinden sich im hinteren Bereich des Unterdecks. Neben der im Oberdeck in vorderen Mittelschiff liegenden Eingangshalle mit Rezeption, Schiffsboutique und Ausflugsbüro befindet sich der Panoramasalon mit Bar. Achtern liegt die Lido-Bar mit Aussenterrasse. Das Panoramarestaurant liegt auf dem Hauptdeck. Im Wellnessbereich im Unterdeck stehen den Fahrgästen eine Sauna, ein Solarium sowie ein Dampfbad zur Verfügung. Das Sonnendeck ist mit Whirlpool, Liegestühlen und mit mittels Sonnensegeln schützbaren Sitzgruppen ausgestattet. Mittel- und Oberdeck sind mit einem Aufzug verbunden.
Sie wird von zwei Dieselmotoren Caterpillar 3508 B à 783 kW über zwei kontrarotierende Ruderpropeller von Aquamster Azimuth vom Typ US901CRP angetrieben, zusätzlich verfügt das Schiff über eine Bugstrahlanlage Veth-Jet vom Typ 2-K-1000, die von einem 220 kW starken Elektromotor angetrieben wird. Die Stromversorgung an Bord wird durch zwei Dieselgeneratoren Caterpillar 3406C und einem Notstromgenerator John Deere 4045TF 158 sichergestellt.